# Сборная Италии по теннису в Кубке Билли Джин Кинг
Сборная Италии по теннису в Кубке Билли Джин Кинг — официальный представитель Италии в Кубке Билли Джин Кинг (ранее Кубок Федерации). Руководящий состав сборной определяется Итальянской Федерацией Тенниса.
Капитаном команды является Коррадо Барадзутти (занимает этот пост с 2002 года).
В настоящее время команда участвует в турнире первой Мировой группы.
Национальные цвета — синий верх и белый низ.

## История выступлений
Сборная дебютировала в турнире в 1963 году. Из этих 53 лет 47 команда находится в Мировой группе (последний вылет состоялся в 1995 году, последнее возвращение — в 1997). За это время сыграно 129 матчевых встреч (73 победы).
Италия — всего одна из четырёх стран, участвовавшая во всех розыгрышах турнира.
В 2006 году итальянская команда стала первой сборной, которая выиграла турнир, не проведя ни одной домашней встречи в сезоне (формат игр «дом-гости» был принят в 1995 году).
Роберта Винчи — рекордсменка турнира по числу проведённых парных встреч без поражений: впервые она ушла побеждённой с корта лишь в 19-й игре.

## Рекордсмены команды
| Максимальное общее число побед               | 26-19 | Франческа Скьявоне          |
| Максимальное число побед в одиночных матчах  | 22-19 | Франческа Скьявоне          |
| Максимальное число побед в парных матчах     | 18-1  | Роберта Винчи               |
| Лучшая пара                                  | 6-1   | Сара Эррани / Роберта Винчи |
| Наибольшее число участий в матчевых встречах | 25    | Сандра Чеккини              |
| Наибольшее число лет в турнире               | 14    | Роберта Винчи               |

## Последние 3 матча сборной
| Год  | Стадия                    | Место (покрытие)        | Соперник | Участвовавшие игроки                                 | Счёт |
| ---- | ------------------------- | ----------------------- | -------- | ---------------------------------------------------- | ---- |
| 2015 | плей-офф мировой группы I | Бриндизи, Италия, грунт | США      | Камила Джорджи Сара Эррани Флавия Пеннетта           | 3-2  |
| 2015 | 1/4 финала                | Генуя, Италия, грунт(i) | Франция  | Сара Эррани Камила Джорджи Роберта Винчи             | 2-3  |
| 2014 | 1/2 финала                | Острава, Чехия, хард(i) | Чехия    | Сара Эррани Камила Джорджи Роберта Винчи Карин Кнапп | 0-4  |

## Финалы (6)
| №  | Год  | Место (покрытие)                 | Состав в финале                                                   | Соперник в финале | Счёт |
| 1. | 2006 | Шарлеруа, Бельгия, хард(i)       | Франческа Скьявоне Флавия Пеннетта Мара Сантанджело Роберта Винчи | Бельгия           | 3-2  |
| 2. | 2009 | Реджо-ди-Калабрия, Италия, грунт | Флавия Пеннетта Франческа Скьявоне Сара Эррани Роберта Винчи      | США               | 4-0  |
| 3. | 2010 | Сан-Диего, США, хард(i)          | Флавия Пеннетта Франческа Скьявоне                                | США               | 3-1  |
| 4. | 2013 | Кальяри, Италия, грунт           | Роберта Винчи Сара Эррани Карин Кнапп Флавия Пеннетта             | Россия            | 4-0  |

| №  | Год  | Место (покрытие)          | Состав в финале                                       | Соперник в финале | Счёт |
| 1. | 2007 | Москва, Россия, хард(i)   | Франческа Скьявоне Мара Сантанджело                   | Россия            | 0-4  |
| 2. | 2023 | Севилья, Испания, хард(i) | Элизабетта Коччаретто Жасмин Паолини Мартина Тревизан | Канада            | 0-2  |